# Thiembronne
Thiembronne és un municipi francès situat al departament del Pas de Calais i a la regió dels Alts de França. L'any 2007 tenia 687 habitants.

## Demografia

### Població
El 2007 la població de fet de Thiembronne era de 687 persones. Hi havia 254 famílies de les quals 48 eren unipersonals (24 homes vivint sols i 24 dones vivint soles), 87 parelles sense fills, 91 parelles amb fills i 28 famílies monoparentals amb fills.
La població ha evolucionat segons el següent gràfic:
Habitants censats

### Habitatges
El 2007 hi havia 292 habitatges, 254 eren l'habitatge principal de la família, 13 eren segones residències i 25 estaven desocupats. Tots els 292 habitatges eren cases. Dels 254 habitatges principals, 205 estaven ocupats pels seus propietaris, 41 estaven llogats i ocupats pels llogaters i 9 estaven cedits a títol gratuït; 4 tenien dues cambres, 21 en tenien tres, 55 en tenien quatre i 174 en tenien cinc o més. 226 habitatges disposaven pel capbaix d'una plaça de pàrquing. A 128 habitatges hi havia un automòbil i a 109 n'hi havia dos o més.

### Piràmide de població
La piràmide de població per edats i sexe el 2009 era:
| Homes | Edats   | Dones |
| ----- | ------- | ----- |
| 0     | 95 o +  | 0     |
| 4     | 90 a 94 | 0     |
| 8     | 85 a 89 | 8     |
| 0     | 80 a 84 | 4     |
| 20    | 75 a 79 | 24    |
| 20    | 70 a 74 | 12    |
| 8     | 65 a 69 | 24    |
| 4     | 60 a 64 | 4     |
| 4     | 55 a 59 | 12    |
| 24    | 50 a 54 | 24    |
| 20    | 45 a 49 | 20    |
| 32    | 40 a 44 | 20    |
| 20    | 35 a 39 | 8     |
| 20    | 30 a 34 | 12    |
| 20    | 25 a 29 | 28    |
| 24    | 20 a 24 | 12    |
| 16    | 15 a 19 | 16    |
| 32    | 10 a 14 | 16    |
| 8     | 5 a 9   | 28    |
| 20    | 0 a 4   | 16    |

## Economia
El 2007 la població en edat de treballar era de 427 persones, 288 eren actives i 139 eren inactives. De les 288 persones actives 253 estaven ocupades (152 homes i 101 dones) i 35 estaven aturades (15 homes i 20 dones). De les 139 persones inactives 53 estaven jubilades, 36 estaven estudiant i 50 estaven classificades com a «altres inactius».

### Ingressos
El 2009 a Thiembronne hi havia 263 unitats fiscals que integraven 729 persones, la mediana anual d'ingressos fiscals per persona era de 13.522 €.

### Activitats econòmiques
Dels 15 establiments que hi havia el 2007, 1 era d'una empresa de fabricació d'altres productes industrials, 5 d'empreses de construcció, 1 d'una empresa de comerç i reparació d'automòbils, 4 d'empreses d'hostatgeria i restauració, 1 d'una empresa immobiliària, 2 d'empreses de serveis i 1 d'una empresa classificada com a «altres activitats de serveis».
Dels 5 establiments de servei als particulars que hi havia el 2009, 1 era un taller de reparació d'automòbils i de material agrícola, 1 paleta, 1 fusteria i 2 electricistes.
L'únic establiment comercial que hi havia el 2009 era una llibreria.
L'any 2000 a Thiembronne hi havia 41 explotacions agrícoles que ocupaven un total de 1.800 hectàrees.

## Equipaments sanitaris i escolars
El 2009 hi havia una escola elemental.

## Poblacions més properes
El següent diagrama mostra les poblacions més properes.